# Georg Schaeffler
Georg Schaeffler (* 4. Januar 1917 in Bourdonnay auf Schloss Marimont; † 2. August 1996) war ein deutscher Unternehmer. Er entwickelte 1949 den Nadelkäfig für Nadellager, deren Durchbruch in der industriellen Anwendung den Aufstieg seines 1946 in Herzogenaurach gegründeten Unternehmens zum heutigen Weltkonzern Schaeffler-Gruppe begründete.

## Kindheit und Ausbildung
Geboren wurde Georg Schaeffler auf der Staatsdomäne Schloss Marimont bei Bourdonnay/Lothringen (Ostfrankreich). Diese hatte die Familie seit den 1870er Jahren bewirtschaftet. Nachdem das seit 1871 deutsche Elsaß-Lothringen nach dem Ersten Weltkrieg wieder französisch geworden war, zog die Familie nach Ottweiler im Saargebiet. Sein Vater stammte aus dem nahe Bayreuth gelegenen Neustadt am Kulm, seine Mutter aus der Rheinpfalz. Auch Georgs Bruder Wilhelm Schaeffler (1908–1981) wurde in Marimont geboren.
Georg Schaeffler besuchte das Realgymnasium in Neunkirchen an der Saar, sein Abitur machte er 1936. Nach dem Wehrdienst begann er ein Betriebswirtschaftsstudium an der Universität Köln, konnte es wegen des Beginns des Zweiten Weltkriegs 1939 jedoch zunächst nicht abschließen.

## Karriere
Von 1936 bis 1942 leitete er mit seinem Bruder Wilhelm, Diplomkaufmann, in Katscher im Landkreis Leobschütz (Schlesien) ein zuletzt vier Werke umfassendes Textilunternehmen. Sie stellten den Rohstoff der Stofffabrikation von türkischem Mohair auf Kunstseide aus Celluloseacetat um. Mitten im Weltkrieg bauten sie außerdem ab 1942 einen Tochterbetrieb für das Rüstungsgeschäft auf, der bis zu 350 Mitarbeiter beschäftigte. Wenige Monate später begann man mit der als kriegswichtig eingestuften Produktion von Wälzlagern für die Rüstungsindustrie. Wälzlager wurden bis dahin von anderen Unternehmen vor allem im unterfränkischen Schweinfurt produziert.
1942 wurde Georg Schaeffler einberufen und diente zunächst an der Ost-, später an der Westfront, zuletzt im Rang eines Oberleutnants. Während eines Lazarettaufenthalts konnte er im Oktober 1944 sein Studium als Diplomkaufmann beenden.
Im Winter 1945 floh die Familie Schaeffler vor der Roten Armee mit einem Teil der Produktionsmaschinen (zusammen mehr als vierzig Waggons voll Material und Maschinen) und 300 Mitarbeitern in die US-amerikanische Besatzungszone nach Schwarzenhammer im Nordosten Oberfrankens (Fichtelgebirge). Nach Kriegsende kam Georg Schaeffler kurzzeitig in US-amerikanische Kriegsgefangenschaft. Die von ihm anschließend zusammen mit dem Cottbuser Unternehmer Heinz Fritsch in einer ehemaligen Porzellanfabrik in Schwarzenhammer gegründete Firma Fabrik landwirtschaftlicher Maschinen Fritsch & Schaeffler fertigte aufgrund der Beschränkungen des alliierten Kontrollratsgesetzes übergangsweise Gebrauchsartikel aus Holz für Haus- und Landwirtschaft (u. a. Wäscheklammern, Kochlöffel, Holzrechen) und reparierte landwirtschaftliche Maschinen. Statt Bezahlung der Ware in bar beschaffte man sich die Rohstoffe und Betriebsmaterialien zum Teil durch Tausch.
Im Frühjahr 1946 übersiedelte der Betrieb aus Platzgründen mit einem Großteil des Personals nach Herzogenaurach, wo bisher hauptsächlich Schuhindustrie ansässig war. Die dort von den Schaeffler-Brüdern und zwei weiteren Inhabern (Fröhner und Fritsch) gegründete Industrie-GmbH stellte ebenfalls zuerst noch hölzerne Produkte wie Gürtelschnallen und Knöpfe her (bis zu 15.000 Stück täglich) und verkaufte Handwagen, die in Schwarzenhammer produziert wurden. Im Juni 1946 beschlossen die Brüder den Bau einer Fabrik in Herzogenaurach für Werkzeugteile zur Produktion von Ersatzteilen für das US-Militär und deutsche Ersatzteilhersteller. Wilhelm Schaeffler wurde jedoch noch 1946 von den US-Militärbehörden verhaftet und an die polnischen Behörden überstellt; er verbrachte mehrere Jahre bis 1951 in polnischer Gefangenschaft.
Das Unternehmen hatte zum Jahreswechsel 1946/47 bereits 149 Mitarbeiter, im Folgejahr schon knapp 200. Ab Herbst 1949 arbeitete Georg Schaeffler in Kooperation mit Daimler-Benz in Untertürkheim und den Adler-Motorradwerken in Frankfurt am Main an einer käfiggeführten Weiterentwicklung des Nadellagers. Im Februar 1951 erhielt Schaeffler von den beiden Unternehmen den ersten Auftrag, was den wirtschaftlichen Durchbruch bedeutete. Bis in die 1950er Jahre wurden daneben auch Fotoapparate gebaut.
Im Sommer des gleichen Jahres kehrte Georgs Bruder Wilhelm aus der Gefangenschaft zurück. Als zweite Sparte baute er wieder eine Textilfabrikationssparte (Teppichweberei Schwarzenhammer, später Textilwerk Schaeffler oHG), die erste bedeutende Teppichweberei Deutschlands nach Kriegsende. 1957 zählte die Textilwerk Schaeffler KG zu den größten Herstellern der Bundesrepublik. 1989 wurde jedoch aufgrund der wirtschaftlich schlechten Rahmenbedingungen der Textilbranche in Deutschland die gesamte Sparte veräußert.
Die Metallsparte boomte dagegen ungebrochen: 1959 wurden dort bereits über 2.000 Mitarbeiter beschäftigt. Zahlreiche Werke in Deutschland und Übersee entstanden. 1997 arbeiteten bei der gesamten Schaeffler-Gruppe bereits fast 20.000 Mitarbeiter.

## Privatleben
Georg Schaeffler heiratete Maria-Elisabeth Schaeffler im Jahre 1963 und hatte einen Sohn Georg Friedrich Wilhelm Schaeffler. Georg Schaeffler starb 1996. Seither sind seine Witwe und sein Sohn Inhaberin des Konzerns.

## Auszeichnungen
Georg Schaeffler erhielt zahlreiche Auszeichnungen. 1969 wurde er mit dem Verdienstkreuz 1. Klasse der Bundesrepublik Deutschland ausgezeichnet. Die Universität Karlsruhe verlieh ihm für seine Lebensleistung die Ehrendoktorwürde. Die Stadt Herzogenaurach ernannte Georg und Wilhelm Schaeffler 1981 zu Ehrenbürgern.